# Eremnophila auromaculata
Eremnophila auromaculata là một loài côn trùng cánh màng trong họ Sphecidae, thuộc chi Eremnophila. Loài này được P�rez miêu tả khoa học đầu tiên năm 1891.